# Ilson de Jesus Montanari
Mons. Ilson de Jesus Montanari (* 18. července 1959, Sertãozinho) je brazilský římskokatolický kněz a arcibiskup.

## Život
Narodil se 18. července 1959 v Sertãozinho, v státu São Paulo. Od roku 1965 až 1969 navštěvoval ve svém rodném městě základní školu. Poté na Univerzitě v Ribeirão Preto studoval právo a ekonomiku. Z centra studií arcidiecéze Ribeirão Preto získal bakalářský titul z filosofie.
Poté studoval v diecézním semináři. V letech 1985 až 1988 byl studentem Papežské Gregoriánské univerzity v Římě, kde získal bakaláře z teologie. Tuto dobu žil v Pontificio Collegio Pio Brasiliano. Na kněze byl vysvěcen 18. srpna 1989 pro arcidiecézi Ribeirão Preto.
Po vysvěcení byl jmenován farářem a o rok později profesorem teologie v Ribeirão Preto, a ve stejný čas v semináři v Uberabě. Byl členem rady kněží a Kolegia konzultorů. Roku 1993 byl jmenován kancléřem a pastorálním koordinátorem, obě dvě funkce vykonával do roku 2002.
Poté byl znovu poslán do Říma, kde roku 2004 získal z Papežské Gregoriánské univerzity licentiát z dogmatické teologie. Od roku 2008 začal působit v Kongregaci pro biskupy. Dne 13. května 2011 mu byl udělen titul Kaplana Jeho Svatosti.
Dne 12. října 2013 byl ustanoven sekretářem Kongregace pro biskupy a současně titulárním arcibiskupem z Caput Cilla. Biskupské svěcení přijal 7. listopadu 2013 z rukou arcibiskupa Moaciry Silveho a spolusvětiteli byli kardinál Odilo Pedro Scherer a arcibiskup Walmor Oliveira de Azevedo. Dne 28. ledna 2014 se stal nástupcem Lorenza Baldisseriho na post sekretáře Kolegia kardinálů. Dne 1. května 2020 jej papež František jmenoval vicekomořím Sv. římské církve 